# Eugenia incanescens
Eugenia incanescens är en myrtenväxtart som beskrevs av George Bentham. Eugenia incanescens ingår i släktet Eugenia och familjen myrtenväxter.
Artens utbredningsområde är Guyana. Inga underarter finns listade i Catalogue of Life.